# 子河汊之战
子河汊之战是北宋于淳化三年，在子河汊阻击辽军入侵的一场战役。由于辽军想绕过宋军据点，导致不得不从地势险要地段经过，进而被宋军借助有利地形击退。

## 战役背景
公元994年，折御卿因在此之前宋军讨伐李继捧的战事中以府州观察使的身份出兵相助，并且此后吸引了银州和夏州的八千多帐吐蕃部族投靠，被赵光义加封为永安节度使。
此时辽大将韩德威引诱数万党项族骑兵，从振武县出发，开始入侵北宋领土。

## 战役准备

### 辽
作为本次战役的主攻方，辽军招讨使韩德威率领的是数万骑兵。

### 北宋
宋军方面，已经担任了永安节度使的折御卿亲自率领骑兵迎击。

## 战役经过
韩德威为了绕开宋军的主要防御地点，率军沿着山谷小路前进。结果此条战略路线被折御卿派遣间谍得知，于是在辽军必经之路上的子河汊直接发起冲击，由于除了后退无处可逃，慌乱之中坠落山崖的辽军人马不计其数，韩德威只身逃脱，辽军损失了六七成，其余的人除了被俘虏的和战死部分之外，剩余的人扔下了军中辎重转身渡河逃命。辽军内阵亡二十余名突厥太尉、司徒等高级将领，生擒吐蕃首领一人。

## 战役影响
本来希望抄小道的辽军最后输在了小道的小上。此后跑到辽的党项人很长时间不敢再入侵半步。
宋军方面并无大的动作，而折御卿由于长期练兵以至于积劳成疾，在随后韩德威部在李继迁的引诱下准备进行报复性入侵，折御卿率军迎战，韩德威得知对面是折御卿之后立刻放弃了入侵，但此时折御卿已经病死在了军中。